# 상속 전쟁
상속 전쟁(프랑스어: Guerre de Dévolution)은 1667년부터 1668년까지 프랑스 왕국과 스페인 제국 사이에 일어난 전쟁이다. 프랑스의 루이 14세는 스페인으로부터 미지급된 결혼 지참금을 근거로 하여 네덜란드 남부 지역의 영주권을 주장하면서 1667년 5월에 스페인령 네덜란드를 침공하자 전쟁이 시작되었다.

## 배경

### 30년전쟁
1517년 종교개혁이래 독일지역의 종교갈등은 1555년 아우크스부르크 화의로 일단락되었다. 그러나 미봉책에 지나지 않았기에 17세기 들어 독일내 신구교 영주간에 무력충돌이 재발되었다. 만일 독일지역이 카톨릭세력으로 통일될 경우에 스페인과 독일 사이에 낀 프랑스는 합스부르크 가문에 의해 국가안위가 위태로워질 소지가 있었다. 1631년 이후 신교제후들을 물밑에서 돕던 프랑스는 신교세력의 전세가 계속 불리해지자, 1635년에 스페인과 합스부르크 가문에 선전포고를 하고 본격적으로 전쟁에 뛰어들었다.

### 지속된 갈등
지리한 전쟁은 1648년에 베스트팔렌 조약으로 막을 내렸다. 독일 지역은 약 300 여개의 제후국으로 분리되었고 30년간 지속되었던 전쟁으로 독일인구 약 8백만명이 사망하였다. 종교는 개인의 자유의지 가운데 선택하는 것으로 합의되었다. 네덜란드는 독립국의 지위를 인정받았으나 네덜란드 남부의 일부지역, 현재의 벨기에, 룩셈부르크에 위치한 남네덜란드는 스페인령으로 남아있었다.
그러나 베스트팔렌 조약에도 불구하고 갈등이 지속된 스페인과 프랑스는 접경지역에서 전쟁을 이어갔다. 스페인에서는 1640년에 포르투갈의 독립투쟁이 시작되었고 카탈루냐 지방에서 반란이 발생했는데, 프랑스가 포르투갈과 카탈루냐를 지원하였다. 그러자 스페인은 1650년에 프랑스에서 발생한 2차 프롱드의 난을 지원하며 응수했다. 양국간에 전쟁은 프랑스군이 1658년 6월에 됭케르크 전투에서 승리하며 막을 내린 가운데 종전협상에 들어가게 되었다.

### 페레네 조약
스페인과 프랑스는 종전협상을 통해 여러사항에 합의를 했으며, 마리테레즈와 루이 14세의 혼담에 대해서도 논의하였다. 스페인의 펠리페 4세도 재혼한 왕비 마리아나로부터 1657년과 1658년에 왕자를 두명씩이나 얻었기 때문에 부담감이 적은 상황이었다. 1659년에 양국은 피레네 조약을 체결하며 결혼에 최종적으로 합의하였다. 이번 결혼은 프랑스의 재상 마자랭의 정치적 판단에 의해 추진된 일이었다.
두 사람의 결혼 조건 중의 하나는 마리 테레즈가 스페인의 왕위 계승권을 포기하는 대신 50만 에퀴의 막대한 지참금을 프랑스에게 지불한다는 것이었다. 그러나 오랜 전쟁으로 재정난을 겪고 있던 스페인 왕실은 도저히 지참금을 완불할 능력이 없었고, 얼마 못 가 대가 끊어질 확률이 매우 높았다. 후계가 단절될 경우에 스페인은 여성의 왕위 상속이 가능한 왕국이기 때문에 마리 테레즈와 같은 여계나 그 후손에게 왕관이 돌아갈 가능성이 높은 상황이었다.

## 전개
1660년 6월 9일 프랑스 루이 14세와 결혼하였다. 그러나 스페인은 지참금을 완납하지 못해 갈등의 소지를 남겼다. 1665년 스페인의 펠리페 4세 국왕이 사망하자 지참금 미지급을 근거로 하여 프랑스의 루이 14세 국왕은 자신의 왕비인 마리테레즈에게 남네덜란드에 대한 계승권이 있다고 주장하기 시작했다.
결국 1667년 5월 프랑스 군대가 남네덜란드를 침공했다. 이에 위협을 느낀 네덜란드 공화국은 1667년 7월에 잉글랜드 왕국과의 전쟁(영국-네덜란드 전쟁)을 종식시켰고 1668년 1월에는 잉글랜드, 스웨덴과의 삼국 동맹을 구축하면서 프랑스와 대치하게 된다. 프랑스 군대는 1668년 2월에 스페인의 영토로 있던 프랑슈콩테를 점령했다.
1668년 5월 아헨에서 엑스라샤펠 조약이 체결되면서 프랑스는 아르망티에르(Armentières), 베르그(Bergues), 샤를루아(Charleroi), 코르트레이크(Kortrijk), 두에(Douai), 푀르너(Veurne), 릴(Lille), 아우데나르더(Oudenaarde), 투르네(Tournai)를 획득하는 대신 전쟁 중에 점령한 프랑슈콩테를 스페인에 반환하게 된다.

## 영향
루이 14세가 일으킨 대외 전쟁의 시작은 이렇게 좌절되었지만 이는 "태양왕"으로 불린 루이 14세의 화려한 패권주의의 시작이었다. 그러나 루이 14세는 프랑스의 세력 확장에 방해가 되는 네덜란드를 고립시키기 위한 외교 정책을 전개했고 잉글랜드의 찰스 2세 국왕과 비밀 조약을 체결하게 된다. 스웨덴은 프랑스와의 동맹 관계를 수립하는 한편 신성 로마 제국의 제후들과는 동맹 및 중립 관계를 수립했다. 이는 1672년에 일어난 프랑스-네덜란드 전쟁의 도화선이 된다.
스페인의 를로스 2세가 1700년에 사망한것을 끝으로 스페인 합스부르크의 남성직계가 단절되어 버렸다. 왕위계승전을 거치기는 했으나 스페인의 왕위는 마리 테레즈의 손자인 펠리페 5세로 이어졌으며 오늘날까지 프랑스의 부르봉 왕가가 계승하게 되었다.